# Adi Weiss

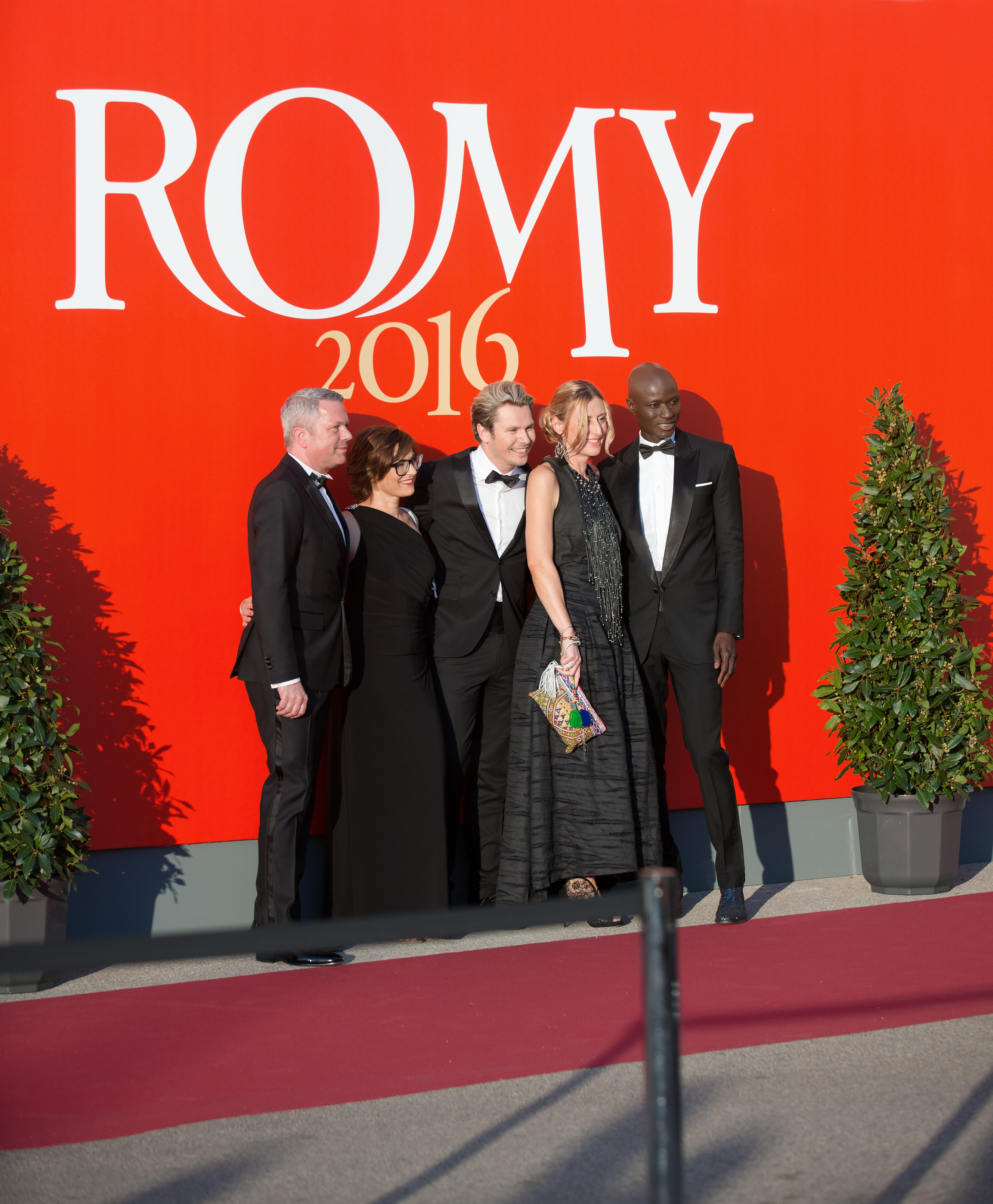
Adi Weiss (Mitte, 2016)

Adi Weiss (* 22. November 1975 in Leibnitz, Österreich) ist ein österreichischer Modejournalist und Magazin-Herausgeber.

## Leben
Von 2001 bis 2006 leitete er das Moderessort der Zeitschrift Woman. 2006 wechselte er als Leiter des Moderessort zur Tageszeitung Österreich. Von 2007 bis 2009 war Adi Weiss Chefredakteur des Frauenmagazins Madonna.
Adi Weiss gründete 2009 mit seinem Partner Michael Lameraner einen Lifestyle- und Medien-Verlag. 2011 war er am Wettbewerb Das Gesicht des Jahres 2011 der Krone bunt beteiligt. Adi Weiss wurde in Österreich als eines der möglichen Vorbilder zur Filmfigur Brüno von Sacha Baron Cohen bezeichnet.